# USS Monaghan (DD-354)
USS Monaghan (DD-354) là một tàu khu trục lớp Farragut được Hải quân Hoa Kỳ chế tạo vào giai đoạn giữa hai cuộc thế chiến. Nó là chiếc tàu chiến thứ hai của Hải quân Hoa Kỳ được đặt tên theo Thiếu úy John R. Monaghan (1873-1899), sĩ quan Hải quân Hoa Kỳ tử trận trong cuộc Nội chiến Samoa thứ hai. Monaghan đã có mặt tại Trân Châu Cảng vào lúc diễn ra cuộc tấn công Trân Châu Cảng châm ngòi chiến tranh, đánh chìm một tàu ngầm bỏ túi đối phương trong trận này, và đã tiếp tục phục vụ trong Chiến tranh Thế giới thứ hai cho đến khi bị đắm trong một cơn bão ngoài khơi Philippines vào cuối năm 1944. Nó được tặng thưởng 12 Ngôi sao Chiến trận do thành tích hoạt động trong chiến tranh.

## Thiết kế và chế tạo
Monaghan được đặt lườn vào ngày 21 tháng 11 năm 1933 tại Xưởng hải quân Boston. Nó được hạ thủy vào ngày 9 tháng 1 năm 1935, được đỡ đầu bởi cô Mary F. Monaghan, cháu gái Thiếu úy Monaghan; và được đưa ra hoạt động vào ngày 19 tháng 4 năm 1935 dưới quyền chỉ huy của Hạm trưởng, Trung tá Hải quân R. R. Thompson.

## Lịch sử hoạt động
Sau khi được đưa vào hoạt động, Monaghan hoạt động chủ yếu tại khu vực Bắc Đại Tây Dương, làm nhiệm vụ huấn luyện học viên mới.
Đang khi làm nhiệm vụ tại Trân Châu Cảng vào ngày 7 tháng 12 năm 1941, Monaghan nhận được mệnh lệnh lúc 07 giờ 51 phút gia nhập cùng tàu khu trục Ward, vốn vừa đánh chìm một tàu ngầm không rõ lai lịch ngoài khơi lối ra vào cảng. Bốn phút sau, trước khi nó có thể khởi hành, máy bay của Hải quân Đế quốc Nhật Bản bắt đầu tấn công. Nó khai hỏa dàn hỏa lực phòng không, và đến 08 giờ 27 phút đã đang trên đường đi để gia nhập cùng Ward khi nó phát hiện một tàu ngầm bỏ túi lớp Ko-hyoteki trong cảng. Monaghan hướng mũi đến kẻ xâm nhập, húc sượt qua đối phương rồi tiêu diệt nó bằng hai quả mìn sâu. Sau đó nó đi ra bên ngoài cảng, và đã tuần tra ngoài khơi trong tuần lễ tiếp theo trước khi gia nhập cùng tàu sân bay Lexington trong một nỗ lực giải vây cho đảo Wake; tuy nhiên Wake thất thủ trước khi lực lượng của Lexington có thể trợ giúp. Trên đường quay trở về, nó đã cùng các tàu chị em Dale và Aylwin, tấn công liên tiếp vào một tàu ngầm đối phương, buộc đối thủ phải trồi lên mặt nước và để lại những vệt dầu loang lớn.
Sau khi tuần tra và trinh sát ngoài khơi Trân Châu Cảng cùng đội của Lexington, Monaghan làm nhiệm vụ hộ tống các đoàn tàu vận tải đi và về từ vùng bờ Tây trước khi gia nhập Lực lượng đặc nhiệm 11, và đã hộ tống cho Lexington khởi hành từ Trân Châu Cảng vào ngày 15 tháng 4 năm 1942 hướng sang khu vực Nam Thái Bình Dương. Vào lúc quân Nhật đang đe dọa chiếm đóng Port Moresby, Papua New Guinea, các tuyến đường giao thông hàng hải đến Australia và New Zealand cũng gặp mối nguy hiểm tương tự; vì vậy hải quân Mỹ đã phải phản ứng nhanh chóng và quyết liệt để ngăn chặn. Hoạt động đầu tiên diễn ra vào ngày 4 tháng 5, khi máy bay từ tàu sân bay Yorktown đã đánh phá tàu bè Nhật tại Tulagi và Gavutu. Giờ đây lực lượng kết hợp của hai tàu sân bay sẽ phải đối đầu với một lực lượng tấn công tàu sân bay đối phương đang tiến vào vùng biển Coral. Vào ngày 7 tháng 5, máy bay trinh sát Mỹ phát hiện lực lượng tấn công đổ bộ, gồm nhiều tàu vận chuyển được chiếc tàu sân bay hạng nhẹ Shōhō bảo vệ. Máy bay cất cánh từ Lexington và Yorktown đã đánh chìm Shōhō. Ngày hôm sau, trước khi diễn ra cuộc đối đầu chính giữa hai lực lượng không quân tàu sân bay, Monaghan được cho tách ra để chuyển những thông điệp quan trọng, nhắm giúp cho lực lượng chính duy trì việc giữ im lặng vô tuyến. Nó sau đó được phái đi tìm kiếm và cứu giúp những người sống sót của chiếc tàu chở dầu hạm đội Neosho và tàu khu trục Sims, vốn bị phía Nhật Bản đánh chìm vào ngày 7 tháng 5. Tuy nhiên, do địa điểm bị đánh chìm được báo cáo nhầm, nó đã không thể cứu vớt được người nào, và đã tiếp tục mang thông điệp đến Nouméa trước khi gia nhập Lực lượng đặc nhiệm 16 kịp lúc để quay trở về Trân Châu Cảng vào ngày 26 tháng 5.
Hai ngày sau, Monaghan lên đường cho trận chiến mang tính quyết định, trận Midway. Phía Nhật Bản quyết định chiếm đảo san hô Midway bằng một kế hoạch phức tạp, nhưng Tình báo Hải quân Hoa Kỳ đã phát hiện được kế hoạch cho các chỉ huy phía Mỹ, vốn biết rõ khi nào và tại đâu mà lực lượng đặc nhiệm tàu sân bay Nhật sẽ tấn công. Cho dù kém ưu thế về lực lượng, phía Hoa Kỳ đã đánh chìm bốn tàu sân bay cùng một tàu tuần dương hạng nặng đối phương trong một trận chiếc bắt đầu từ đêm 3 tháng 6. Trong hai ngày đầu tiên của trận đánh, Monaghan đã hộ tống cho tàu sân bay Enterprise, và vào cuối buổi sáng ngày 5 tháng 6 đã nhận lệnh cứu vớt đội bay một chiếc thủy phi cơ bị rơi. Lúc 18 giờ 30 phút, nó tiếp cận mạn chiếc Yorktown đang bị hư hại nặng, tham gia cùng các tàu khu trục khác tìm cách cứu chiếc tàu sân bay và bảo vệ nó không bị hư hại thêm. Một tàu ngầm Nhật đã xâm nhập vòng rào bảo vệ, đánh chìm cả Yorktown cùng tàu khu trục Hammann; chiếc tàu sân bay tiếp tục nổi trong 16 giờ tiếp theo trước khi đắm. Monaghan, Gwin và Hughes đã tấn công và làm hư hại nặng tàu ngầm đối phương.
Sau chiến thắng, lực lượng quay trở về Trân Châu Cảng vào ngày 13 tháng 6. Monaghan được gửi lên phía Bắc để trợ giúp cho việc đối phó mối đe dọa của quân Nhật tại khu vực quần đảo Aleut. Bị hư hại do tai nạn va chạm trong hoàn cảnh sương mù dày đặc phía Bắc, chiếc tàu khu trục được sửa chữa tại Dutch Harbor và Trân Châu Cảng, rồi hộ tống một đoàn tàu vận tải đi về vùng bờ Tây trên đường quay trở về Xưởng hải quân Mare Island ở Vallejo, California để tiếp tục được sửa chữa. Nó quay trở lại khu vực Nam Thái Bình Dương, đi đến Nandi, Fiji, vào ngày 17 tháng 11. Trong cảng Nouméa, nó bị hư hại chân vịt do một chướng ngại vật dưới nước, nên lại phải quay về Trân Châu Cảng để được thay chân vịt, hoàn tất vào ngày 21 tháng 2 năm 1943.
Một lần nữa tại quần đảo Aleut, Monaghan gia nhập Đội đặc nhiệm 16.69, một lực lượng tuần tiễu được hình thành chung quanh các tàu tuần dương Richmond and Salt Lake City. Vào ngày 26 tháng 3, nhóm tác chiến này đã đụng độ với lực lượng Nhật Bản trong Trận chiến quần đảo Komandorski. Cho dù bị áp đảo lực lượng, phía Hoa Kỳ đã bắn pháo và phóng ngư lôi có hiệu quả, buộc đối phương phải rút lui. Các nhiệm vụ tuần tra và thỉnh thoảng bắn phá bờ biển trong suốt quần đảo Aleut, cùng với các nhiệm vụ hộ tống, được tiếp nối trong suốt mùa Hè. Đáng ghi nhận bao gồm một cuộc đụng độ dẫn hướng bằng radar với một mục tiêu không xác định vào ngày 20 tháng 6, và cuộc săn đuổi một tàu ngầm Nhật Bản hai ngày sau đó vốn đưa đến kết quả tàu ngầm đối phương bị mắc cạn trên đá ngầm và phải bị bỏ lại. Đối thủ được xác định sau đó là chiếc I-7 đang tham gia vào việc triệt thoái binh lính khỏi Kiska.
Sau một chuyến hộ tống vận tải đến Trân Châu Cảng và San Francisco, Monaghan lên đường đi San Pedro, California để hộ tống ba tàu sân bay hộ tống mới tham gia chiến dịch quần đảo Gilbert. Chúng khởi hành từ Espiritu Santo vào ngày 13 tháng 11, và các tàu sân bay hộ tống đã tung máy bay ra tấn công các mục tiêu trên bờ và bảo vệ các đoàn tàu vận tải ngoài khơi trong suốt quá trình chiếm đóng Tarawa. Quay trở lại vùng bờ Tây làm nhiệm vụ hộ tống vận tải, nó lại tham gia cùng các tàu sân bay hộ tống trong các cuộc thực tập rộng rãi ngoài khơi San Diego, California, nhằm chuẩn bị cho việc chiếm quần đảo Marshall, nơi nó bảo vệ các tàu sân bay về phía Tây Bắc Roi trong lúc thực hiện các phi vụ tấn công và hỗ trợ cuộc đổ bộ tại đây. Vào ngày 7 tháng 2 năm 1944, nó đi đến Majuro, rồi hộ tống cho thiết giáp hạm Pennsylvania đi Kwajalein, nơi nó tham gia thành phần hộ tống các tàu vận chuyển cho việc chiếm đóng Eniwetok. Trong đêm 21-22 tháng 2, nó tham gia cuộc bắn phá suốt đêm xuống đảo Parry, rồi trải qua một tháng làm nhiệm vụ tuần tra và hộ tống tại khu vực quần đảo Marshall.
Vào ngày 22 tháng 3, Monaghan ra khơi làm nhiệm vụ bảo vệ chống tàu ngầm cho các tàu sân bay nhanh, tung ra các đợt không kích nhắm vào Palau, Woleai và Yap, và quay trở về Majuro vào ngày 6 tháng 4. Đợt xuất quân tiếp theo từ ngày 13 tháng 4 đến ngày 4 tháng 5 là nhằm bảo vệ cho cuộc đổ bộ lên Hollandia và không kích nhắm vào Satawan, Truk và Ponape. Sau khi chuẩn bị tại Majuro, lực lượng lên đường cho cuộc chiếm đóng Saipan, nơi các cuộc không kích đầu tiên diễn ra vào ngày 11 tháng 6. Khi các phi công hải quân thuộc Lực lượng Đặc nhiệm 58 đánh bại không lực hải quân Nhật Bản trong Trận chiến biển Philippine, đội của Monaghan tuần tra ngoài khơi Saipan đề phòng khả năng đối phương đột phá. Họ sau đó đi đến Eniwetok để chuẩn bị cho cuộc tấn công lên Guam, và khởi hành vào ngày 14 tháng 7. Chiếc tàu khu trục một lần nữa phụ trách bảo vệ chống tàu ngầm cho các tàu sân bay; và khi được phân công bảo vệ hoạt động của các đội phá hoại dưới nước ngoài khơi Agat trong đêm 17-18 tháng 7, nó đã bắn pháo quấy rối cho đến sáng, bắn phá vào sáng sớm ngày 19 tháng 7, và tiếp tục nhiệm vụ bắn phá và bảo vệ cho đến ngày 25 tháng 7, khi nó lên đường đi Trân Châu Cảng, và được đại tu tại Xưởng hải quân Puget Sound.
Sau khi được huấn luyện ngoài khơi California và Hawaii, Monaghan lên đường đi Ulithi vào ngày 11 tháng 11. Tại đây nó gia nhập lực lượng hộ tống cho ba tàu chở dầu hạm đội hướng đến một điểm hẹn vào ngày 17 tháng 12 cùng với Lực lượng Đặc nhiệm 38, mà máy bay của họ đã tấn công miền Trung Luzon nhằm hỗ trợ cho việc chiếm đóng Mindoro. Con tàu dự kiến sẽ được tiếp nhiên liệu, và bắt đầu bỏ bớt các đồ dằn nhằm tiếp nhiên liệu, khi cơn bão "Cobra" bất ngờ ập đến. Cơn cuồng phong này đã làm thiệt mạng 790 người thuộc Đệ Tam hạm đội, và đánh chìm Spence, Hull cùng Monaghan. Sáu người đã sống sót sau khi Monaghan chìm, và được tàu khu trục Brown hoặc Tabberer cứu vớt. Sau khi trôi nổi trên một chiếc bè cứu sinh trong ba ngày, những người này cho biết Monaghan đã bị lật nghiêng nhiều lần trước khi lật úp hẳn.

## Phần thưởng
Monaghan được tặng thưởng mười hai Ngôi sao Chiến trận do thành tích phục vụ trong Chiến tranh Thế giới thứ hai.